# Celleporina bicostata
Celleporina bicostata är en mossdjursart som beskrevs av Hayward 1980. Celleporina bicostata ingår i släktet Celleporina och familjen Celleporidae. Inga underarter finns listade i Catalogue of Life.